# 菲利普斯塔德
菲利普斯塔德是瑞典韦姆兰省的一座城市。

## 名人
- 约翰·埃里克松：发明家
- 尼尔斯·埃里克松：工程师
- 芒努斯·诺曼：网球运动员